# Império da Cidade Nova
O Grêmio Recreativo Escola de Samba Império da Cidade Nova é uma escola de samba de Manaus, Amazonas.
Seu símbolo é o grifo, que na concepção de seus fundadores, representa a sabedoria, a força e  a garra de uma comunidade.

## História
A Império da Cidade Nova foi fundada no dia 1 de dezembro de 2008 por moradores da Rua Curió no bairro da Cidade Nova.
No seu primeiro desfile, mostrou o enredo Mercados e mercadores sendo convidada de honra,  levando para avenida do samba 3 alegorias gigantescas e 1500 brincantes.
Para o carnaval de 2010, participou do carnaval de Manaus com o enredo "Um eldorado Nordestino nas Águas do Purus" homenagem a cidade de Lábrea.

## Carnavais
| Ano  | Colocação   | Grupo    | Enredo                                             |
| ---- | ----------- | -------- | -------------------------------------------------- |
| 2009 | 13º lugar   | Acesso   | Mercados e Mercadores                              |
| 2010 | Banida      | Acesso   | Lábrea - Um Eldorado Nordestino nas Águas do Purus |
| 2011 | Vice-campeã | Acesso B | Manôa, Manaus, Manaós - Ontem, Hoje, Sempre        |